# Liste der Kreisstraßen in Landau in der Pfalz
Die Liste der Kreisstraßen in Landau in der Pfalz ist eine Auflistung der Kreisstraßen in der rheinland-pfälzischen kreisfreien Stadt Landau in der Pfalz.

## Abkürzungen
- K: Kreisstraße
- L: Landesstraße

## Liste
Die Kreisstraßen behalten die ihnen zugewiesene Nummer in der Regel nicht bei einem Wechsel in einen anderen Landkreis oder in eine kreisfreie Stadt. Nicht vorhandene bzw. nicht nachgewiesene Kreisstraßen werden in Kursivdruck gekennzeichnet, ebenso Straßen und Straßenabschnitte, die unabhängig vom Grund (Herabstufung zu einer Gemeindestraße oder Höherstufung) keine Kreisstraßen mehr sind. 
Der Straßenverlauf wird in der Regel von Nord nach Süd und von West nach Ost angegeben.
| Nr.  | Verlauf |
| ---- | --- |
| K 1  | L 509 – Mörlheimer Hauptstraße – K 2 |
| K 2  | (K 21 im Landkreis Südliche Weinstraße) – Stadtgrenze – Offenbacher Straße – K 1 – Offenbacher Straße – Stadtgrenze – (K 21 im Landkreis Südliche Weinstraße) |
| K 3  | L 508 – nicht befahrbare Strecke – K 6 – Arzheimer Hauptstraße – L 510 – Arzheimer Hauptstraße – K 9 – Arbotstraße – Arzheimer Straße – K 12 |
| K 4  | K 13 – Hans-Boner-Straße – Eichbornstraße – Nordring – Westring – Südring – Xylanderstraße – L 509 |
| K 5  | K 7 – Horststraße – K 14 – Horststraße – Mühlweg – L 509 |
| K 6  | K 3 – Mörzheimer Hauptstraße – Stadtgrenze – (K 20 im Landkreis Südliche Weinstraße) – Stadtgrenze – Mörzheimer Hauptstraße – L 510 |
| K 7  | L 512 – Hainbachstraße – K 5 – Dammühlstraße – Maximilianstraße – L 509 – Rheinstraße – Marienweg – Schloßstraße – L 509 – Weißenburger Straße – K 12 – Weißenburger Straße – – Stadtgrenze – (K 45 im Landkreis Südliche Weinstraße) – Stadtgrenze – Impflinger Straße – Arzheimer-Tor-Straße – L 510 |
| K 8  | K 9 – Herrengasse – L 512 – Dammheimer Straße – L 516 |
| K 9  | (K 52 im Landkreis Südliche Weinstraße) – Stadtgrenze – Böchinger Straße – K 10 – Böchinger Straße – K 8 – Böchinger Straße – Kellereigasse – K 13 – Gondramsteiner Hauptstraße – L 511 – Bahnhofstraße – Zum Altengarten – L 510                                                                      |
| K 10 | (K 53 im Landkreis Südliche Weinstraße) – Stadtgrenze – Kirchhohl – K 9 – Kirchhohl – L 512 |
| K 11 | (K 55 im Landkreis Südliche Weinstraße) – Stadtgrenze – Walsheimer Straße – Geißelgasse – L 512 |
| K 12 | /L 511 – Annweilerstraße – K 3 – Annweilerstraße – L 509 – Zweibrücker Straße – L 509 – Zweibrücker Straße – K 7 |
| K 13 | K 9 – Godramsteiner Hauptstraße – – Godramsteiner Straße – K 4 – Godramsteiner Straße – L 512 – Neustadter Straße – – L 516 – Speyerer Straße – Stadtgrenze – (K 42 im Landkreis Südliche Weinstraße)                                                                                                  |
| K 14 | K 5 – Horstring – Fichtenstraße – Stadtgrenze – (K 43 im Landkreis Südliche Weinstraße) |